# Танып (племя)
Таны́п (баш. танып, тат. танып) — волжско-булгарское племя, подвергшееся угорскому влиянию и участвовавшее в этногенезе северной группы башкир, казанских и сибирских татар. Согласно историку и тюркологу Ахмет-Заки Валиди, большинство таныпцев влились в татарский этнос.

## Этническая история
Этническая основа су-таныпцев и кара(кыр)-таныпцев сложилась в булгаро-угорской среде. На территорию современного Башкортостана таныпцы пришли с запада. По преданиям таныпцев, их предки пришли в эти края с «Мензелинских сторон» в поисках охотничьих угодий, когда на «старых землях» стало «много народа и очень тесно». По другому преданию, считали себя потомками марийцев, принявшими ислам.
В конце XII — начала XIII вв. таныпцы углубились на север, где вступили в контакт с местными финно-угорскими племенами. Оставшиеся на юге группы смешались с кыпсаками и тамьянцами. Гайнинцы таныпцев считают родственниками. Роды древнетюркского происхождения казанчи и кайпан вошли в состав таныпцев в XV—XVI вв., в процессе движения на север.
В структуре таныпских тамг преобладают кыпчакские, но значительным является удельный вес юрматынских тамг.

## Расселение
В начале XIX века по Генеральному межеванию земель кыр-таныпцам принадлежало 82 205 десятин земли, которые находились в Бирском уезде Оренбургской губернии, Красноуфимском и Осинском уездах Пермской губернии.
Ныне на территории расселения таныпцев находятся Аскинский, Балтачевский, Бураевский, Караидельский, Татышлинский районы Республики Башкортостан и южные районы Пермского края.